# Santiago Chilixtlahuaca
Santiago Chilixtlahuaca är en ort i Mexiko.   Den ligger i kommunen Heroica Ciudad de Huajuapan de León och delstaten Oaxaca, i den sydöstra delen av landet, 210 km sydost om huvudstaden Mexico City. Santiago Chilixtlahuaca ligger 1 672 meter över havet och antalet invånare är 1 040.
Terrängen runt Santiago Chilixtlahuaca är huvudsakligen kuperad, men åt nordväst är den platt. Runt Santiago Chilixtlahuaca är det ganska tätbefolkat, med 104 invånare per kvadratkilometer. Närmaste större samhälle är Ciudad de Huajuapan de León, 16,4 km sydost om Santiago Chilixtlahuaca. I omgivningarna runt Santiago Chilixtlahuaca växer huvudsakligen savannskog.